# Jovem Pan News Natal
Jovem Pan News Natal é uma emissora de rádio brasileira sediada em Natal, capital do estado do Rio Grande do Norte. Opera no dial FM, na frequência de 93,5 MHz, e é afiliada à Jovem Pan News. Pertence ao Sistema Tribuna de Comunicação, de propriedade do político e empresário Henrique Eduardo Alves. Seus estúdios estão na sede do jornal Tribuna do Norte, no bairro Ribeira, e seus transmissores estão no Parque das Dunas, no Tirol.

## História
A Rádio Cabugi foi inaugurada pelo então senador Georgino Avelino em 19 de janeiro de 1954, e contava com Pedro Avelino Neto como seu presidente, Romildo Gurgel como seu superintendente e Og Pozolli como seu diretor artístico. Em 1960, a rádio foi adquirida pelo então governador do estado Aluízio Alves. Em 26 de maio de 2002, a emissora se afilia à Rádio Globo, e adota a nomenclatura Rádio Globo Natal.
Em 5 de agosto de 2019, a emissora inicia o processo de migração para o dial FM, transmitindo em caráter experimental através dos 93,5 MHz. Em 30 de agosto, a Rádio Globo Natal encerra as suas transmissões no dial AM, e a FM passa a executar músicas do gênero adulto-contemporâneo. Durante o período de programação experimental, a emissora chegou a se identificar como Rádio Cabugi e Tribuna FM.
Em 3 de fevereiro de 2020, o Grupo Jovem Pan anuncia que Natal está na lista de expansão de suas redes nacionais de rádio e confirma a operação da Jovem Pan News pela frequência da Tribuna FM, reforçando a presença do grupo na capital potiguar, onde já tinha como afiliada a Jovem Pan FM Natal, controlada pelo Grupo Dial Natal. Em 21 de março, a emissora começa a veicular chamadas de expectativa em sua programação, confirmando a estreia da rede para 24 de março. Nesta data, a Jovem Pan News Natal iniciou suas transmissões pelos 93,5 MHz do dial FM por volta das 8 horas com o Jornal da Manhã Natal, apresentado por Jussara Correia e Márcio Araújo.
Em outubro de 2023, foi anunciada uma nova programação, com adição do Ligado na Cidade, criado para atender a região metropolitana de Natal, apresentado por Andreza Menca, com comentários de Edivan Martins e repórteres nas ruas da capital potiguar. O Tribuna Esporte deu lugar ao Bate Pronto, programa esportivo de sucesso da rede Jovem Pan, com edição local dedicada ao futebol potiguar, ancorado pelo jornalista Ícaro Carvalho e com participações da equipe de esporte do Sistema Tribuna de Comunicação.